# Křelovice (ort i Tjeckien, Plzeň)
Křelovice är en ort i Tjeckien.   Den ligger i regionen Plzeň, i den västra delen av landet, 100 km väster om huvudstaden Prag. Křelovice ligger 514 meter över havet och antalet invånare är 222.
Terrängen runt Křelovice är lite kuperad, och sluttar söderut. Runt Křelovice är det ganska glesbefolkat, med 29 invånare per kvadratkilometer. Närmaste större samhälle är Stříbro, 14,3 km söder om Křelovice. Omgivningarna runt Křelovice är en mosaik av jordbruksmark och naturlig växtlighet.